# Gongju
Gongju -en coreà: 공주시, romanització revisada: gongjusi, llegiu: Kóngchu- és una ciutat de la província de Chungcheongnam-do, al centre-est de la república de Corea del Sud. És a uns 130 km al sud de Seül, a 30 km al sud-est de Daejeon i a prop de la costa del mar Groc. La seva àrea és de 940,6 km² i la seva població total és de 127.095 (2011). La ciutat de Gongju es divideix en 6 districtes (dong), deu municipis (myeon) i una vila (EuP). Gongju, coneguda com a Ungjin (곰나루), va ser capital del regne Baekje des del 475 fins al 538. En aquest període el regne va estar sota l'amenaça del regne Goguryeo. Goguryeo havia envaït la capital anterior de Hanseong (avui Seül), cosa que va obligar Baekje a trobar un nou centre de força. Mentrestant, Gongju va seguir sent un important centre fins a la caiguda del regne en el 660.

## Persones il·lustres
- Chung Un-chan (1948), Primer Ministre de Corea del Sud (2009 - 2010)